# Legioen Condor

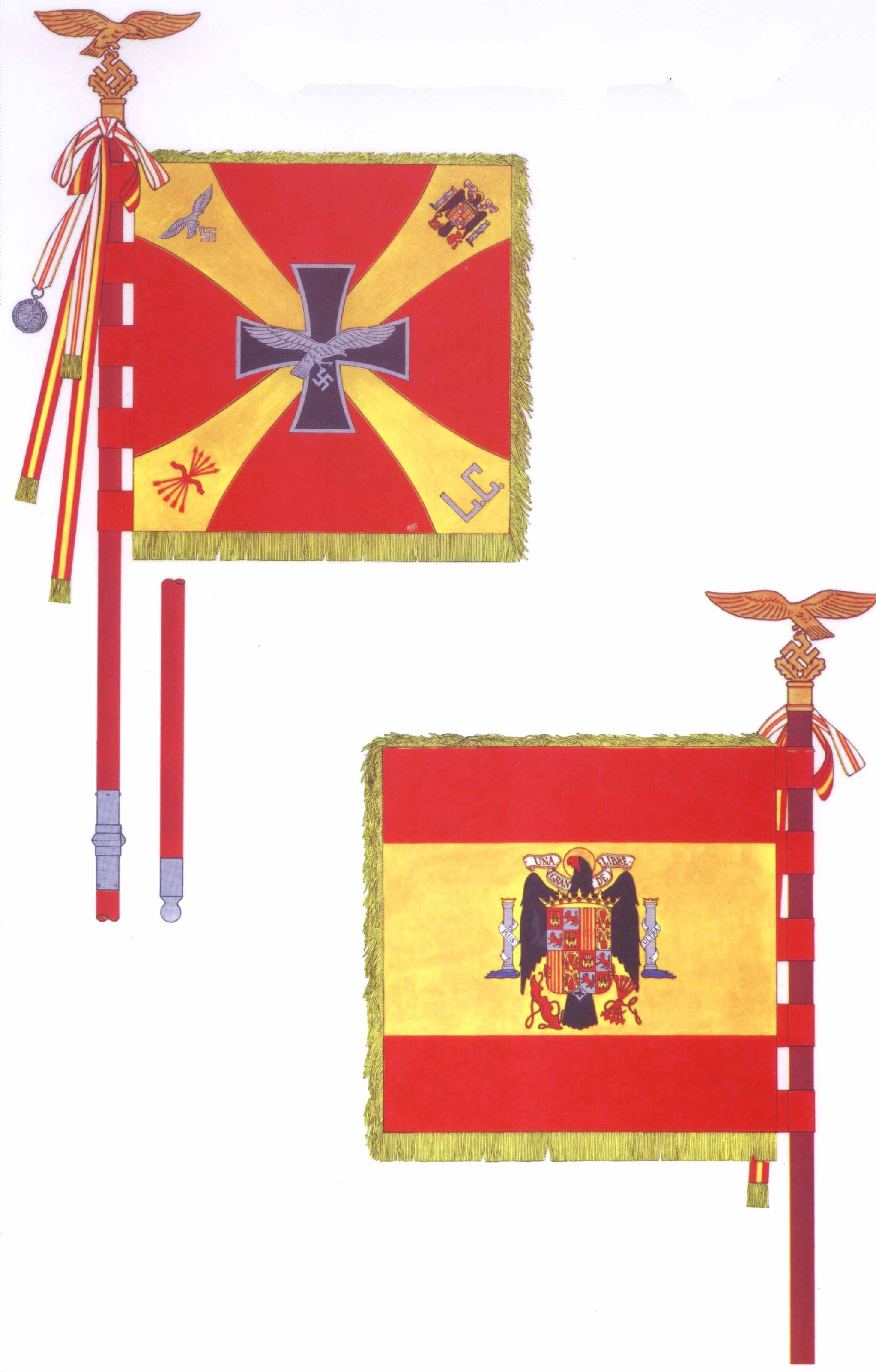
Vlag van Legioen Condor

Het Legioen Condor (Duits: Legion Condor, Spaans: Legión Cóndor) of het Duits Vrijwilligerslegioen was een militaire eenheid van vrijwilligers uit nazi-Duitsland om de Spaanse nationalisten van generalissimo Francisco Franco militaire hulp te bieden tijdens de Spaanse Burgeroorlog. Het Legioen Condor deed dienst in Spanje kort na de start van de burgeroorlog in juli 1936 tot de overwinning van de nationalisten op 2 april 1939.

## Achtergrond
Begin augustus 1936 werden de eerste militaire eenheden door Adolf Hitler naar Spanje gestuurd. De eerste taak van de twintig Junkers Ju-52-bommenwerpers/transportvliegtuigen en zes Heinkel He 51-jacht/escortevliegtuigen was 10.000 Spaanse manschappen vanuit het protectoraat in Marokko naar Spanje over te brengen. Eind augustus werden extra jachtvliegtuigen en vrijwillige jachtpiloten gestuurd maar er werd al snel ingezien dat een grootschaliger operatie nodig was om Generalissimo Franco effectief te steunen daar de He.51-jachtvliegtuigen onderdeden voor de Russische en Amerikaanse jachtvliegtuigen die de Republikeinen ontvingen. Vanaf november 1936 werd het Legioen Condor officieel opgericht en de steun aan Franco drastisch uitgebreid. Hitler rechtvaardigde zijn militaire interventie als een “gevecht tegen het bolsjewisme”. Het Legioen Condor bestond uit vrijwilligers en was in hoofdzaak een contingent van de luchtmacht (Luftwaffe) met eskaders jachtvliegtuigen, bommenwerpers, verkenningsvliegtuigen, grondpersoneel en luchtdoelartillerie. Er werden ook een aantal tanks (Panzerkampfwagen I) met manschappen gestuurd om de Spaanse troepen op te leiden in gemechaniseerde oorlogsvoering. De nazi-organisatie Kraft durch Freude werd tussen 1936 en 1939 gebruikt om de Duitse vrijwilligers voor het Legioen, vermomd als arbeiders, te verschepen van nazi-Duitsland naar Spanje. Het Legioen Condor bestond in november 1936 uit 136 vliegtuigen en ca. 5000 manschappen. Door de rotatie van manschappen deden ongeveer 20.000 Duitse militairen gevechtservaring op in Spanje.
De Spaanse burgeroorlog maakte het de Duitsers mogelijk om hun nieuwe wapens uit te proberen in reële gevechtssituaties. Het jachtvliegtuig Messerschmitt Bf 109 en de bommenwerper Heinkel He 111 deden hun eerste gevechtservaring op in Spanje, net als (vanaf 1937) de duikbommenwerper Junkers Ju 87 (de Stuka). Deze vliegtuigen zouden de ruggengraat vormen van de Luftwaffe tijdens slag om Frankrijk en de eerste twee ook tijdens de slag om Engeland. De Duitse legerleiding realiseerde zich snel dat de dagen van de tweedekkers voorbij waren. Het jachtvliegtuig Heinkel He 51, dat initieel aan het Legioen Condor toegewezen werd, had als taak gronddoelen aan te vallen en werd later als lesvliegtuig gebruikt. Het Legioen Condor bevatte eveneens pantsereenheden. Pantserpersoneel met de Panzerkampfwagen I en marinepersoneel werden ingezet om Franco's eenheden op te leiden. De Duitsers testten ook het gevreesde 88 mm-geschut in het gebruik tegen tanks, fortificaties en vliegtuigen.
Het bombardement van de stad Guernica op 26 april 1937, waarbij 60% van alle huizen vernield werden en honderden burgers gedood, bracht een storm van internationale verontwaardiging teweeg.

## Structuur van het Legioen Condor
- Bevelhebbers:

1. Generalmajor Hugo Sperrle (1 november 1936 – 31 oktober 1937)
2. Generalmajor Helmuth Volkmann (1 november 1937 – 31 oktober 1938)
3. Generalmajor Wolfram Freiherr von Richthofen (1 november 1938 – 18 juli 1939).

- S/88: Generale staf.

1. Major Alexander Holle (1 november 1936 – ? januari 1937),
2. Oberstleutnant Wolfram Freiherr von Richthofen (? januari 1937 – 11 januari 1938),
3. Major Hermann Plocher (11 januari 1938 – 1 november 1938),
4. Oberstleutnant Hans Seidemann (1 november 1938 – 18 juli 1939).

### Luchteenheden
De situatie van de luchteenheden van het Legioen Condor in november 1936 (totaal 136 vliegtuigen) was als volgt:
- Gevechtseenheden

Jagdgruppe J/88: Gevechtsgroep met vier eskaders He 51 (48 vliegtuigen)
- Bommenwerpers

Kampfgruppe K/88: Groep bommenwerpers met vier eskaders Ju 52 (48 vliegtuigen)
- Verkenningseenheden

Aufklärungsgruppe A/88: Verkenningsgroep met vier eskaders:
drie lange afstand verkenningseskader met He 70 (18 vliegtuigen)
een korte afstand verkenningseskader met He 45 (6 vliegtuigen)
Aufklärungsstaffel AS/88: Marine verkenningsgroep met vier eskaders:
Een He 59 eskader (10 vliegtuigen)
Een He 60 eskader (6 vliegtuigen)
- Hulptroepen

Nachtrichtenabteilung Ln/88: Luchtsignalisatiebataljon bestaande uit twee compagnieën
Flakabteilung F/88: Anti-luchtbataljon met zes batterijen:
Vier 88 mm Flak batterijen (16 stuks)
Twee 20 mm Flak (20 stuks)
P/88: Twee Luftwaffe onderhoudscompagnieën

### Grondeenheden
- Gruppe Imker

### Zee-eenheden
- Gruppe Nordsee

## Personen

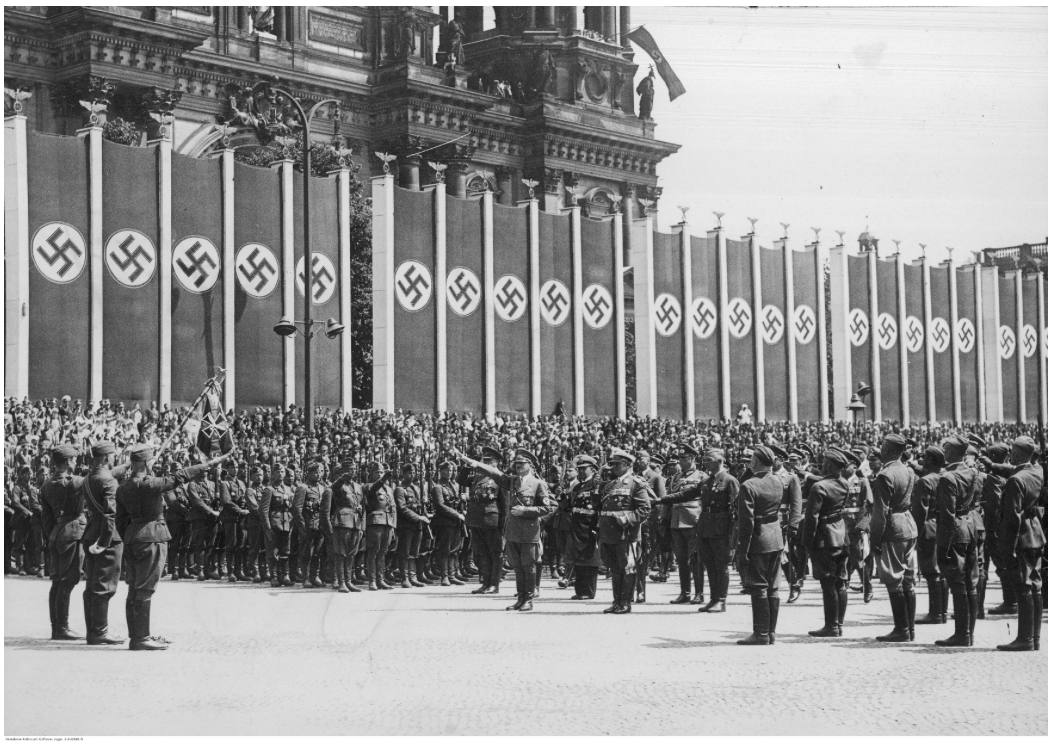
Hitler brengt een groet aan het Legioen Condor, dat uit Spanje is teruggekeerd.

- Werner Mölders
- Adolf Galland
- Johannes Trautloft
- Heinz Trettner
- Wolfram von Richthofen
- Hajo Herrmann
- Oskar Dirlewanger
- Hugo Sperrle
- Hermann Aldinger
- Hans-Ulrich Rudel

## De vlag van het Legioen Condor
Gedurende hun verblijf in Spanje had het Legioen nog geen eigen vlag of andere kentekens. Het is pas bij hun vertrek dat Generalisimo Francisco Franco een speciale vlag, de erevlag of Ehrenstandarte, overhandigde aan het Legioen Condor. Dat gebeurde tijdens de parade van de Spaanse luchtmacht te Barajas in april 1939. De vlag werd meegedragen in de overwinningsparade in Madrid op 19 mei 1939 en de laatste parade van het Legioen Condor in León op 23 mei 1939. Toen de vrijwilligers van het Legioen Condor in mei 1939 terugkeerden naar Duitsland namen ze de Ehrenstandarte mee en werd deze getoond op de verwelkomingsreceptie in Hamburg op 31 mei 1939. Het Legioen Condor hield op 6 juni 1939 nog een laatste ereparade bij de Brandenburger Tor in Berlijn waarna het Legioen officieel werd ontbonden. De Ehrenstandarte werd op 8 juni 1939 geplaatst in de vlaggenhal van het Berlijnse gebouw van het Ministerie van Luchtvaart. Na de val van Berlijn in mei 1945 namen de Russen de erevlag van het Legioen Condor mee naar Moskou en men neemt aan dat de vlag nog steeds bewaard wordt in het Centrale Museum van de Strijdkrachten van de USSR.

## Het Spanjekruis
Enige duizenden veteranen werden in 1939 met het Spanjekruis onderscheiden. Dit kruis, in drie graden verleend, mocht na de oorlog in de Bondsrepubliek en de DDR niet meer worden gedragen.